# Sophie Goedefroit
 (avril 2025).
 (février 2024).
Si vous disposez d'ouvrages ou d'articles de référence ou si vous connaissez des sites web de qualité traitant du thème abordé ici, merci de compléter l'article en donnant les références utiles à sa vérifiabilité et en les liant à la section « Notes et références ».
Sophie Goedefroit, née le 22 février 1965 en Belgique, est une anthropologue et archéologue française. 
Elle est actuellement[Quand ?] professeur à l'université de Paris (France)[Laquelle ?], professeur conseiller à l'université Tongji (Shanghai, Chine) et docteur honoris causa de l'université d'Antananarivo (Madagascar). 
Ses recherches portent sur plusieurs domaines de l'anthropologie sociale et ont pour terrain de référence Madagascar avec des ouvertures vers le monde austronésien, notamment les Hauts-Plateaux du Vietnam (Jaraï et Edê) et le Vanuatu (Tanna). 

## Biographie
Sophie Goedefroit est née en 1965 en Belgique. Elle poursuit des études d'archéologie et d'anthropologie à l'Université libre de Bruxelles (ULB) et soutient un mémoire de master consacré aux rituels funéraires chez les Sakalava de Madagascar, sous la direction de Luc de Heusch en 1990. Ce mémoire recevra le prix de la communauté française de Belgique[réf. nécessaire]. Elle complète ensuite sa formation à la London School of Economics (LES) auprès de Maurice Bloch et à l'INALCO où elle soutient un mémoire de DEA, sur articles[Quoi ?], en 1991. Allocataire de recherche à l'ORSTOM de 1990 à 1996, elle entreprend un terrain de recherche de plus de 3 ans chez les Sakalava de la côte Ouest de Madagascar qui aboutira à une thèse de doctorat en anthropologie, sous la direction de Jean-François Baré, soutenue à l'Université Panthéon Sorbonne en 1997. Cette thèse obtiendra le prix de la fondation Singer-Polignac pour la recherche scientifique[réf. nécessaire] et fera l'objet d'un premier ouvrage publié en 1998 (réédition en 2000). 
Après plusieurs expériences de recherches contractuelles et d'enseignements universitaires, elle obtient une bourse d'excellence du Gouvernement du Québec complétée par une bourse postdoctorale du fonds facultaire d'enseignement et de recherche de l'Université de Laval à Québec (1998). Elle obtient également des financements de l'Union Européenne et de l'AFD[Quoi ?] pour créer une cellule de recherche en anthropologie au sein d'un programme scientifique pluridisciplinaire consacré à la pêche des crevettes à Madagascar, sous tutelle scientifique de l'IRD[Quoi ?]. Elle y consacrera deux nouvelles années (1998-2000) de terrain de recherche dans le Nord-Ouest malgache. Elle décide ensuite de rejoindre la France où elle est nommée maître de conférences en anthropologie à l'Université de Lille 1 (USTL) et membre du laboratoire CLERSE (UMR 8019)[Quoi ?] en février 2000. 
En 2001, elle remporte un financement attribué par l'Institut français de la biodiversité́ (IFB) pour un programme de deux ans intitulé Enjeux sociaux et économiques de la biodiversité dans un contexte de grande pauvreté : la côte Ouest de Madagascar pour lequel elle effectue de nombreuses missions de terrain. Elle fonde avec M.C. Cormier Salem l'UMR Patter[Quoi ?] dont elle est membre du conseil scientifique. Dans ce cadre, elle crée de nombreux partenariats internationaux, parvient à lever d'importants financements et obtention de bourses pour les doctorants français et étrangers. Elle réalise des expertises pour la coopération internationale et des cabinets d'expertise ainsi que pour d'importants musées. Elle est également nommée dans différentes instances, en qualité d'experte et sollicitée comme référé[Quoi ?] pour des revues comme pour l'examen des dossiers de financement de projets scientifiques. 
Elle soutient en 2003 une HDR[Quoi ?] intitulée Transfert et détournement. Les sociétés de la côte ouest de Madagascar dans différents contextes de mutation : discours, pratiques et innovations, sous la direction de M. Izard. À la suite de cette soutenance, Sophie Goedefroit est détachée à nouveau à l'IRD (2003/2004), en expatriation à Tananarive, afin de mettre en place le chantier « Stratégies locales dans la construction de patrimoines naturels et de territoires » et de créer à l'université de Tananarive un DEA en anthropologie appliquée au développement. Elle devient directrice d'un projet en partenariat avec le CIRAD[Quoi ?], l'IRD et l'université de Tananarive intitulé Évaluation et perspectives des transferts de gestion des ressources naturelles dans le cadre du programme environnemental 3, doté d’importants financements. Elle met fin à son détachement à l'IRD et à son expatriation à Madagascar en 2004, à la suite de sa nomination en qualité de Professeur des universités à l'université de Lille 1 (USTL). Dès son retour, elle prend la direction d'un institut existant et fonde l'ISA « Institut de sociologie et d'anthropologie ». Elle rejoint la même année l'équipe du programme ANR[Quoi ?] Traitement informatique des phénomènes de parenté en anthropologie et en histoire : une approche intégrée (EPHE-CNRS- université Paris 4). Un programme qui aboutira à la création d'un logiciel (Puck') et de bases de données (corpus généalogiques). 
Nommée professeur à l'université Paris Descartes en septembre 2006, elle intègre l'UMR 8099 (CNRS- Université Paris Descartes, Langes Musiques, Sociétés). Elle publie l'année suivante deux ouvrages. Le premier dont elle est coéditeur scientifique est intitulé Quel développement à Madagascar ? Transfert et détournement- biodiversité et ressources naturelles – conservation, investissement et pratiques locales sera suivi de la tenue d'un colloque international (5 pays, 7 institutions) à la Sorbonne enregistré dans les archives audiovisuelles de la recherche. Il donnera lieu à une couverture médiatique en France et à l'étranger[Laquelle ?]. Le second ouvrage, Andolo. L'art funéraire sakalava (Madagascar) fera l'objet de présentations tant en France qu'à l'étranger[Quand ?] ou encore d'émissions radiophoniques (France culture, RFI, …) 
En 2008, elle est nommée représentante de l'Institut de Recherche pour le Développement (IRD) pour Madagascar et les autres États insulaires de l'Océan Indien (Comores, Maurice, Seychelles, Maldives), et sera basée à Antananarivo. Elle effectuera deux mandats, tout en poursuivant des activités de recherche notamment dans le cadre d'un programme régional « Patrimoine et premiers peuplements dans l’Océan Indien » (2011- 2014) dont elle assurera la co-direction ou encore, en collaboration avec l'université Laval à Québec, où elle sera invitée en qualité de conférencière d'ouverture au Forum EDS[Quoi ?] du congrès de l'ACFAS[Quoi ?]. 
Sophie Goedefroit quitte Madagascar en 2014 pour prendre la direction du bureau régional de l'Agence universitaire de la francophonie (AUF) pour l'Asie et le Pacifique[réf. nécessaire].
En septembre 2018 elle rentre en France, assure quelque temps la fonction de chargée de mission/conseillère auprès de la direction générale de l'enseignement et de l'insertion professionnel (DGESIP) du Ministère de l’enseignement supérieur, de la recherche et de l’innovation (MESRI), avant de rejoindre son université d'origine à Paris[réf. nécessaire].

## Prix et distinctions
- Prix de la Fondation Singer-Polignac pour la recherche scientifique, en 1997.
- Doctorat Honoris Causa, Université d'Antananarivo depuis 2014
- Officier de l'ordre national malgache depuis 2013
- Chevalier de l'ordre du mérite de la République de Madagascar depuis 2011

## Publications

### Ouvrages
- A l'Ouest de Madagascar. Les Sakalava du Menabe, Karthala, 1988, 536 p. (ISBN 978-2865378258, lire en ligne)
- Directrice de publication (dir.), La ruée vers l’or rose. Regards croisés sur la pêche crevettière traditionnelle à Madagascar, Paris, PNRC/DID/IRD, coll Latitudes 23, 229 pages, 2002.
- (dir.), Quel développement à Madagascar ? Transfert et détournement. biodiversité et ressources naturelles – conservation, investissement et pratiques locales, double numéro spécial de la revue Études Rurales no 178, Paris, Laboratoire d’anthropologie sociale, Collège de France/EHESS, 2006
- (dir.), Andolo. L'art funéraire sakalava (Madagascar), Paris, IRD/Adam Biro, 2007, 239 pages.